# Polynoe
Polynoe är ett släkte av ringmaskar som beskrevs av de Lamarck och de Savigny MS 1818,. Polynoe ingår i familjen Polynoidae.

## Dottertaxa tillPolynoe, i alfabetisk ordning[1][2]
- Polynoe abyssicola
- Polynoe acanellae
- Polynoe antarctica
- Polynoe antillicola
- Polynoe asterolepis
- Polynoe chilensis
- Polynoe cornuta
- Polynoe crassipalpa
- Polynoe fasciculosa
- Polynoe fulgurans
- Polynoe fumigata
- Polynoe fuscolimbata
- Polynoe glaberrima
- Polynoe gracilis
- Polynoe haliaeti
- Polynoe heudeloti
- Polynoe imbricata
- Polynoe kampeni
- Polynoe laevis
- Polynoe lepidota
- Polynoe levis
- Polynoe limbata
- Polynoe lobostoma
- Polynoe lochmaddensis
- Polynoe longa
- Polynoe longissima
- Polynoe lunifera
- Polynoe macrolepidota
- Polynoe maculata
- Polynoe microphtalma
- Polynoe neapolitana
- Polynoe nephrolepidota
- Polynoe nigrovittata
- Polynoe opisthoglene
- Polynoe pallida
- Polynoe pallidula
- Polynoe pelagica
- Polynoe pycnolepis
- Polynoe rigida
- Polynoe scolopendrina
- Polynoe semisquamosa
- Polynoe sleatensis
- Polynoe spica
- Polynoe tenax
- Polynoe tentaculata
- Polynoe tenuisetis
- Polynoe thouarellicola
- Polynoe turcica
- Polynoe urvillii
- Polynoe vaastensis
- Polynoe variegata
- Polynoe vasculosa
- Polynoe veleronis
- Polynoe violacea